# Lázaro Cárdenas del Bajo
Lázaro Cárdenas del Bajo är en ort i Mexiko.   Den ligger i kommunen Huehuetán och delstaten Chiapas, i den sydöstra delen av landet, 900 km sydost om huvudstaden Mexico City. Lázaro Cárdenas del Bajo ligger 10 meter över havet och antalet invånare är 151.
Terrängen runt Lázaro Cárdenas del Bajo är mycket platt. Runt Lázaro Cárdenas del Bajo är det ganska tätbefolkat, med 75 invånare per kvadratkilometer. Närmaste större samhälle är Huixtla, 15,1 km nordost om Lázaro Cárdenas del Bajo. Omgivningarna runt Lázaro Cárdenas del Bajo är en mosaik av jordbruksmark och naturlig växtlighet.